# 미스촌 (오카야마현)
미스촌(三須村)은 오카야마현 쓰쿠보군에 설치되었던 촌이다. 현재의 소자시에 해당한다.